# Ga Sunae
Ga Sunae (Tiếng Hàn: 수내역, Hanja:藪內驛) là ga tàu điện ngầm trên Tuyến Suin–Bundang, nằm ở Sunae-dong, Bundang-gu, Seongnam-si, Gyeonggi-do. Vào thời điểm khai trương Tuyến Bundang vào năm 1994, ga này được gọi là Ga Chorim.

## Bố trí ga
| ↑ Seohyeon |
| \| １      |
| Jeongja ↓  |

| １ | ●Tuyến Suin–Bundang | → Hướng đi Jeongja · Jukjeon · Giheung · Suwon · Incheon →       |
| ２ | ●Tuyến Suin–Bundang | ← Hướng đi Seohyeon · Yatap · Moran · Seonjeongneung · Wangsimni |

## Địa điểm
Lotte Department Store Bundang được kết nối với nhà ga thông qua một lối đi ngầm. Ở khu vực xung quanh ga Sunae có rất nhiều cửa hàng và nhà hàng, nhìn chung là đắt hơn so với những khu gần ga Seohyeon. Khu vực này tương tự như Ga Seohyeon, với một làn đường rộng dành cho người đi bộ có các cửa hàng và nhà hàng chạy về phía bắc và phía nam của nhà ga và một trung tâm mua sắm lớn trong nhà nằm ở trung tâm phía trên nhà ga, nhưng yên tĩnh hơn nhiều so với Seohyeon.